# الدوري الشمالي الممتاز 1994–95
الدوري الشمالي الممتاز 1994–95 هو موسم من دوري الشمال الممتاز ‏. فاز فيه نادي مارين ‏.